# República de Vermont
A República de Vermont foi uma república independente na América do Norte fundada em 1777 e extinta em 1791, quando se integrou nos Estados Unidos da América como estado de Vermont - o 14º a entrar na União. A sua capital era Windsor, e posteriormente Castleton.

## História
Em 1763, o Tratado de Paris pôs termo à Guerra Franco-Indígena, entregando a área aos ingleses, então Reino da Grã-Bretanha. Partes da região eram controladas pela Província de Nova Iorque e pela Província de New Hampshire, com sobreposição devido à controvérsia relacionada com os New Hampshire Grants, e com a decisão do rei Jorge III de os tornar parte de Nova Iorque.
Ethan Allen e os seus Green Mountain Boys tornaram-se uma milícia anti-inglesa, e posteriormente anti-Nova Iorque e anti-New Hampshire. Em 15 de janeiro de 1777, os rebeldes declararam a região independente, com o nome de República de New Connecticut embora fosse mais conhecida como República das Montanhas Verdes (Green Mountains). Em 8 de julho desse ano o nome da nação separatista foi alterado para Vermont (do francês para Montanhas Verdes, Verts Monts).

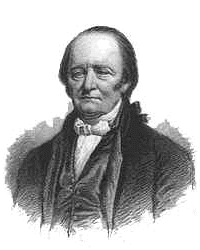
Thomas Chittenden foi o primeiro governador da República de Vermont, e depois governador do estado dos EUA com o nome atual.

A Constituição da República do Vermont foi redigida e ratificada na Windsor Tavern de Elijah West em 1777, e foi a primeira constituição nacional escrita da América do Norte. Foi também a primeira constituição do Novo Mundo a proibir a escravatura e a seguir o sufrágio masculino universal, independentemente das propriedades e bens detidos por cada homem. Durante a República de Vermont, algumas vezes dita como "a primeira república", uma sugestão velada de futura independência, o governo assegurou a cunhagem de moeda e operou o serviço postal. A assembleia geral e o conselho do governador adotaram a bandeira dos Green Mountain Boys como bandeira nacional. O Governador Thomas Chittenden, com o consentimento do conselho e da assembleia unicameral enviou embaixadores para a França, Países Baixos e para o governo americano cuja sede era em Filadélfia. A República de Vermont é muitas vezes referida como a "república relutante" porque logo de início muitos dos seus cidadãos eram favoráveis à união política com os EUA. O estatuto de independência vigorou até 4 de março de 1791, quando entrou na União, em parte como estado anti-escravagista que compensasse a posição pró-escravatura do Kentucky.